# Marek Gažík
Marek Gažík, též Marko Gažík (18. dubna 1887 Turzovka – 21. září 1947 Hlohovec), byl československý politik, ministr a poslanec Národního shromáždění za Hlinkovu slovenskou ľudovou stranu.

## Biografie
Na univerzitách v Kluži a Budapešti vystudoval práva, promoval roku 1913. Poté působil jako advokátní koncipient v Čadci. Od roku 1919 pracoval jako advokát v Trenčíně.
V parlamentních volbách v roce 1920 získal za Slovenskou ľudovou stranu poslanecké křeslo v Národním shromáždění. Mandát obhájil v parlamentních volbách v roce 1925 a parlamentních volbách v roce 1929. Od roku 1926 pracoval jako advokát v Bratislavě a od roku 1936 jako notář v Čadci.
Zastával i vládní posty. V třetí vládě Antonína Švehly a první vládě Františka Udržala byl v letech 1927–1929 Ministrem pro sjednocení zákonů a organisaci správy Československa. Šlo o součást politického posunu, kdy se Hlinkova strana dočasně stala součástí vládního tábora.